# Boks na Igrzyskach Azjatyckich 1990
Boks na Igrzyskach Azjatyckich 1990 – miał miejsce w dniach 25 września-3 października 1990 roku. Zawody w tej dyscyplinie zostały rozegrane w Beijing Institute of Physical Education.

## Medaliści
| Konkurencja                            | 1. miejsce         | 2. miejsce         | 3. miejsce                               |
| -------------------------------------- | ------------------ | ------------------ | ---------------------------------------- |
| Kategoria papierowa (do 48 kg)         | Yang Suk-jin       | Chatchai Sasakul   | Seigi Ichikado Elias Recaido             |
| Kategoria musza (do 51 kg)             | Lee Chang-hwan     | Muhammad Latif     | Vichairachanon Khadpo                    |
| Kategoria kogucia (do 54 kg)           | Roberto Jalnaiz    | Hwang Kyung-sup    | Franky Mamuaya Tseyen-Oidovyn Tserennyam |
| Kategoria piórkowa (do 57 kg)          | Raiman Boonthom    | Jin Myung-dol      | Sandagsürengiin Erdenebat Zaigham Maseel |
| Kategoria lekka (do 60 kg)             | Lee Jae-kwon       | Yu Chuan           | Vongkot Chinda Leopoldo Cantancio        |
| Kategoria lekkopółśrednia (do 63,5 kg) | Ahmad Mayez Khanji | Kunihiro Miura     | Nyamaagiin Altankhuyag Arlo Chavez       |
| Kategoria półśrednia (do 67 kg)        | Chainarong Kanha   | Liu Lijun          | Chun Jin-chul Chitra Bahadur Gurung      |
| Kategoria lekkośrednia (do 71 kg)      | Abrar Hussain      | Wang Yawei         | Hendrik Simangunsong Gopal Dewang        |
| Kategoria średnia (do 75 kg)           | Pino Bahari        | Bandiin Altangerel | Liu Xinjun Siamak Varzideh               |
| Kategoria lekkociężka (do 81 kg)       | Bai Chongguang     | Ali Asghar Kazemi  | Hong Ki-ho Asghar Ali Changezi           |
| Kategoria ciężka (do 91 kg)            | Chae Sung-bae      | Wang Weixiong      | Damdinbazaryn Ganzorig Muhammad Sahib    |
| Kategoria superciężka (ponad 91 kg)    | Baek Hyun-man      | Zhao Deling        | Iraj Kiarostami Dildar Ahmed             |

## Klasyfikacja medalowa
Opracowano na podstawie materiałów źródłowych.
| Miejsce | Państwo          | Złoto | Srebro | Brąz | Razem |
| ------- | ---------------- | ----- | ------ | ---- | ----- |
| 1.      | Korea Południowa | 5     | 2      | 2    | 9     |
| 2.      | Tajlandia        | 2     | 1      | 1    | 4     |
| 3.      | Chiny            | 1     | 5      | 1    | 7     |
| 4.      | Pakistan         | 1     | 1      | 4    | 6     |
| 5.      | Filipiny         | 1     | 0      | 3    | 4     |
| 6.      | Indonezja        | 1     | 0      | 2    | 3     |
| 7.      | Syria            | 1     | 0      | 0    | 1     |
| 8.      | Mongolia         | 0     | 1      | 4    | 5     |
| 9.      | Iran             | 0     | 1      | 2    | 3     |
| 10.     | Japonia          | 0     | 1      | 1    | 2     |
| 11.     | Indie            | 0     | 0      | 1    | 1     |
| 11.     | Laos             | 0     | 0      | 1    | 1     |
| 11.     | Nepal            | 0     | 0      | 1    | 1     |
| Razem   | Razem            | 12    | 12     | 23   | 47    |